# Coelosia fuscicauda
Coelosia fuscicauda är en tvåvingeart som beskrevs av Toyohi Okada 1939. Coelosia fuscicauda ingår i släktet Coelosia och familjen svampmyggor. Inga underarter finns listade i Catalogue of Life.